# Personnisme

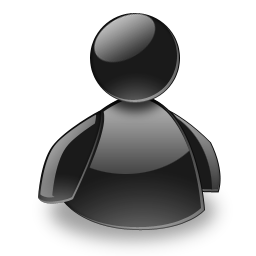
Le personnisme affirme qu'être humain ne confère pas un droit exclusif aux droits moraux.

Le personnisme est une philosophie éthique de la personnalité, telle que la caractérise le philosophe utilitariste Peter Singer,,. Il s'agit d'une branche de l'humanisme séculier qui met l'accent sur certains critères de droits. Les personnalistes pensent que les droits moraux sont conférés dans la mesure où une créature est une personne. Michael Tooley donne la définition d'une personne, comme d'une créature « capable de vouloir continuer à vivre en tant que sujet d'expérience, et d'autres états mentaux ». 
Par conséquent, un membre de l'espèce humaine peut ne pas correspondre nécessairement à la définition de « personne ». Ainsi, ces philosophes se sont engagés à faire valoir que certaines personnes handicapées (telles que celles ayant une capacité mentale semblable ou perçue comme semblable à un enfant en bas âge) ne sont pas des personnes. Cette philosophie est également ouverte à l’idée que des personnes non humaines telles que des machines, des animaux ou des intelligences extraterrestres peuvent avoir certains droits qui ne sont actuellement accordés qu’aux humains. Le personnisme partage certains points de vue avec le transhumanisme. 

## Détails
Singer affirme que «... malgré de nombreuses exceptions, les humanistes ont dans l'ensemble été incapables de s'affranchir de l'un des dogmes chrétiens les plus importants : les préjugés du spécisme. » 
Jacqueline Laing affirme que la philosophie de Singer a des conséquences naturelles contredisant son propre propos, ainsi qu'un conflit avec l'intuition philosophique commune. Singer affirme que les fœtus et même les nouveau-nés ne sont pas encore des personnes et ne jouissent donc pas des mêmes droits qu'un adulte ou toute autre personne. Ainsi, le droit à la vie ne s'applique pas aux fœtus selon l'utilitarisme des préférences de Singer. D'autre part, Michael Tooley a créé une distinction entre les créatures qui ont la possibilité de devenir une personne telle qu’il l'a définie (par exemple, des fœtus, des spermatozoïdes et un ovule) et les créatures qui possèdent déjà cette capacité (par exemple une personne endormie). 
Le personnisme affirme également que certains animaux devraient avoir plus de droits qu'ils n'en possèdent actuellement, en particulier un droit à la vie. En particulier, les animaux tels que les grands singes, les dauphins, les orques et les éléphants, seraient reconnus comme capables de jouir de certains des droits d'humains. Singer lui-même est végétarien et prône le végétarisme. Il ajoute qu'il s'intéresse aux droits de toutes les créatures existantes, et non aux personnes « potentielles ». 
Certains bioéthiciens personnistes ont plaidé en faveur de l’autorisation des parents de tuer leur nouveau-né, dans le cas où ce dernier ne serait pas une « personne effective », et ont été critiqués pour cette vue.